# Dávid Cseke
Dávid Cseke (ur. 12 października 1991) – węgierski skoczek narciarski, reprezentant Kőszegi Sportklub. Uczestnik mistrzostw świata juniorów (2009 i 2010). Medalista mistrzostw kraju.
W marcu 2008 zajął dwukrotnie 16. pozycję na nieoficjalnych mistrzostwach świata dzieci w Zakopanem. W sierpniu 2008 zadebiutował w FIS Cupie, zajmując 69. i 67. lokatę w Szczyrbskim Jeziorze. W lutym 2009 w tej samej miejscowości wystartował na mistrzostwach świata juniorów zajmując 79. miejsce indywidualnie oraz 18. w rywalizacji drużynowej. Na mistrzostwach świata juniorów 2010, zajął 76. pozycję indywidualnie oraz 18. drużynowo – były to jego ostatnie występy w międzynarodowych zawodach rangi FIS.
Zdobył medale mistrzostw Węgier – srebrny w 2007 oraz brązowy w 2009.

## Mistrzostwa świata juniorów

### Indywidualnie
| 2009 Szczyrbskie Jezioro | – | 79. miejsce |
| 2010 Hinterzarten        | – | 76. miejsce |

### Drużynowo
| 2009 Szczyrbskie Jezioro | – | 18. miejsce |
| 2010 Hinterzarten        | – | 18. miejsce |

### Starty D. Cseke na mistrzostwach świata juniorów – szczegółowo
| Miejsce | Dzień       | Rok  | Miejscowość         | Skocznia     | Punkt K | HS     | Konkurs  | Skok 1 | Skok 2 | Nota                 | Strata    | Zwycięzca       |
| ------- | ----------- | ---- | ------------------- | ------------ | ------- | ------ | -------- | ------ | ------ | -------------------- | --------- | --------------- |
| 79.     | 5 lutego    | 2009 | Szczyrbskie Jezioro | MS 1970 B    | K-90    | HS-100 | indywid. | 50,0 m | –      | 19,0 pkt             | 234,0 pkt | Lukas Müller    |
| 18.     | 6 lutego    | 2009 | Szczyrbskie Jezioro | MS 1970 B    | K-90    | HS-100 | druż.    | 50,0 m | –      | 112,0 pkt (17,0 pkt) | 869,5 pkt | Austria         |
| 76.     | 28 stycznia | 2010 | Hinterzarten        | Adlerschanze | K-95    | HS-108 | indywid. | 54,0 m | –      | 21,0 pkt             | 261,5 pkt | Michael Hayböck |
| 18.     | 30 stycznia | 2010 | Hinterzarten        | Adlerschanze | K-95    | HS-108 | druż.    | 55,0 m | –      | 87,0 pkt (21,5 pkt)  | 943,5 pkt | Austria         |

## FIS Cup

### Miejsca w poszczególnych konkursach FIS Cupu
| Źródło                                                                        | Źródło         | Źródło              | Źródło              | Źródło         | Źródło              | Źródło              | Źródło     | Źródło              | Źródło     | Źródło     | Źródło   | Źródło   | Źródło    | Źródło    | Źródło   | Źródło   | Źródło  | Źródło  | Źródło  | Źródło | Źródło  | Źródło | Źródło | Źródło     | Źródło     | Źródło | Źródło | Źródło | Źródło | Źródło | Źródło | Źródło | Źródło | Źródło | Źródło | Źródło | Źródło | Źródło | Źródło |        |
| ----------------------------------------------------------------------------- | -------------- | ------------------- | ------------------- | -------------- | ------------------- | ------------------- | ---------- | ------------------- | ---------- | ---------- | -------- | -------- | --------- | --------- | -------- | -------- | ------- | ------- | ------- | ------ | ------- | ------ | ------ | ---------- | ---------- | ------ | ------ | ------ | ------ | ------ | ------ | ------ | ------ | ------ | ------ | ------ | ------ | ------ | ------ | ------ |
| Sezon 2008/2009                                                               |                |                     |                     |                |                     |                     |            |                     |            |            |          |          |           |           |          |          |         |         |         |        |         |        |        |            |            |        |        |        |        |        |        |        |        |        |        |        |        |        |        |        |
| Oberwiesenthal                                                                | Oberwiesenthal | Szczyrbskie Jezioro | Szczyrbskie Jezioro | Predazzo       | Predazzo            | Einsiedeln          | Einsiedeln | Szczyrbskie Jezioro | Harrachov  | Harrachov  | Yabuli   | Lauscha  | Eisenerz  | Eisenerz  | Notodden | Notodden | Ljubno  | Ljubno  | Zaō     | Zaō    | Sapporo | punkty | punkty | punkty     | punkty     | punkty | punkty | punkty | punkty | punkty | punkty | punkty | punkty | punkty | punkty | punkty | punkty | punkty | punkty | punkty |
| -                                                                             | -              | 69                  | 67                  | -              | -                   | -                   | -          | -                   | -          | -          | -        | -        | 65        | 66        | -        | -        | 42      | 41      | -       | -      | -       | 0      | 0      | 0          | 0          | 0      | 0      | 0      | 0      | 0      | 0      | 0      | 0      | 0      | 0      | 0      | 0      | 0      | 0      | 0      |
| Sezon 2009/2010                                                               |                |                     |                     |                |                     |                     |            |                     |            |            |          |          |           |           |          |          |         |         |         |        |         |        |        |            |            |        |        |        |        |        |        |        |        |        |        |        |        |        |        |        |
| Villach                                                                       | Predazzo       | Predazzo            | Oberwiesenthal      | Oberwiesenthal | Szczyrbskie Jezioro | Szczyrbskie Jezioro | Falun      | Falun               | Einsiedeln | Einsiedeln | Notodden | Notodden | Harrachov | Harrachov | Szczyrk  | Szczyrk  | Lauscha | Lauscha | Villach | Kranj  | Kranj   | Zaō    | Zaō    | Courchevel | Courchevel | punkty |        |        |        |        |        |        |        |        |        |        |        |        |        |        |
| -                                                                             | -              | -                   | -                   | -              | 63                  | 63                  | -          | -                   | -          | -          | -        | -        | 72        | 69        | 63       | 64       | -       | -       | -       | -      | -       | -      | -      | -          | -          | 0      |        |        |        |        |        |        |        |        |        |        |        |        |        |        |
| Legenda                                                                       |                |                     |                     |                |                     |                     |            |                     |            |            |          |          |           |           |          |          |         |         |         |        |         |        |        |            |            |        |        |        |        |        |        |        |        |        |        |        |        |        |        |        |
| 1 2 3 4-10 11-30 poniżej 30 dq – dyskwalifikacja - − zawodnik nie wystartował |                |                     |                     |                |                     |                     |            |                     |            |            |          |          |           |           |          |          |         |         |         |        |         |        |        |            |            |        |        |        |        |        |        |        |        |        |        |        |        |        |        |        |